# Пе (буква персидского алфавита)
Пе — буква персидского, османского и азербайджанского алфавитов, означающая звук [p]
Пе пишется в начале слова — پـ ; в середине — ـپـ ; в конце — ـپ .
В арабском алфавите нет такой буквы, потому что звука «п» в арабском нет.
Персы добавили к арабской букве Ба ещё две точки. Помимо персидского языка эта буква также использовалась и используется в появившихся под персидским влиянием письменностях тюркских и индийских народов, основанных на арабском алфавите. В некоторых арабских атласах и лексиконах букву используют для правильной передачи иностранных названий и имён.

## Буква ханифи
Па (𐴂) — третья буква алфавита ханифи для языка рохинджа. Обозначает звук [p], в арабском варианте алфавита для рохинджа ей соответствует پ, в латинском варианте — P p.